# Caroline Proust

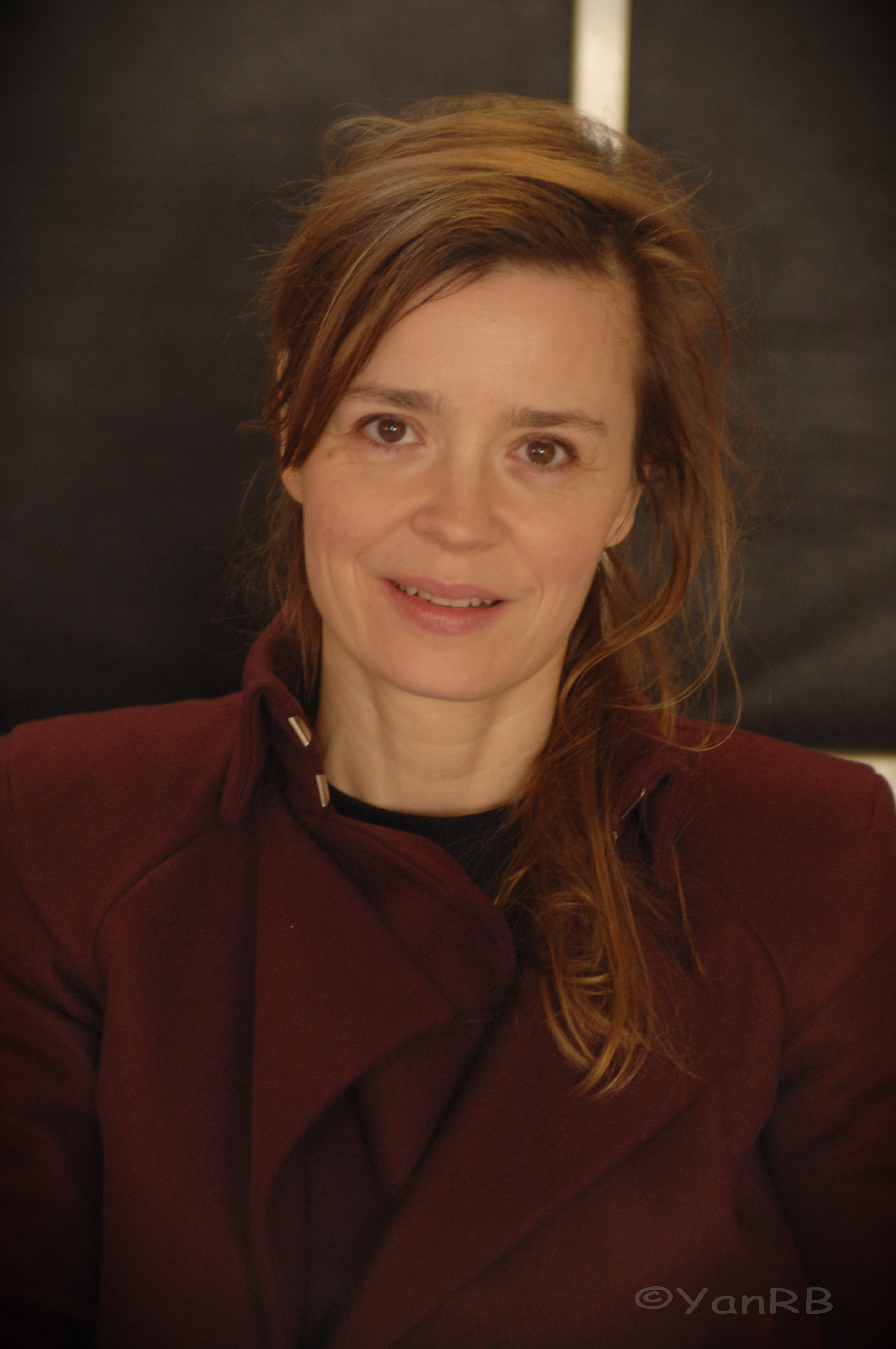
Caroline Proust, 2016

Caroline Proust (* 18. November 1967 in Le Vigan) ist eine französische Schauspielerin.

## Leben
Mit 16 Jahren spielte sie erstmals an einem Amateurtheater. Sie erhielt ihre Schauspielausbildung zunächst in Montpellier, später in Paris. Bekannt wurde sie vor allem durch ihre Rolle der Kommissarin „Laure Berthaud“ in der Fernsehserie Engrenages, die auf Canal+ und BBC Four ein großer Erfolg wurde und ab März 2014 auf einsfestival (seit September 2016: One) ausgestrahlt wurde. Immer wieder spielt sie auch Theater.
Privat war sie 16 Jahre verheiratet und hat zwei Kinder.

## Filmografie (Auswahl)
- 1993: Les Mickeys (Kurzfilm)
- 1994: Tödlicher Irrtum (La bavure)
- 1997: Le Cousin – Gefährliches Wissen (Le Cousin)
- 1998: Le Jeu de l’amour et du hasard
- 2003: Nicht zu verheiraten (Vert paradis)
- 2004: Colette, une femme libre (Fernsehfilm)
- 2005–2020: Engrenages (Fernsehserie, 86 Folgen)
- 2005: Marc Eliot (Fernsehserie)
- 2007: Scorpion – Der Kämpfer (Scorpion)
- 2008: Ca$h
- 2013: The Tunnel – Mord kennt keine Grenzen (The Tunnel, Fernsehserie, 3 Folgen)
- 2014: Death in Paradise (Fernsehserie, 1 Folge)
- 2022: Notre-Dame (Miniserie, 6 Folgen)
- 2023: Marinette